# Corapipo altera
Corapipo altera là một loài chim trong họ Pipridae.